# غايتان، كونت غيرجينتي
الأمير غايتان دي بوربون-الصقليتين (12 يناير 1846 - 26 نوفمبر 1871) هو أبن السابع لـ فرديناندو الثاني ملك الصقليتين وزوجته الثانية ماريا تيريزا من النمسا، وأيضا استطاع الزواج من إيزابيلا من إسبانيا، أميرة أستورياس (وريثة العرش) عام 1868 قبيل الثورة المجيدة في إسبانيا التي إزاحة والدتها إيزابيل الثانية عن العرش، بحيث كان هذا الاتحاد هدف إلى إنهاء الصراع بين الأسرتين آل بوربون بسبب اعتراف والدتها بـ مملكة إيطاليا الناشئة حديثاً التي قامت بإنهاء دولتهم.
وكان زواج غايتان وإيزابيلا غير مريح، لمدة عامين سافر غايتان إلي جميع أنحاء أوروبا لزيارة أقاربه في المدن الكبرى بما في ذلك فيينا، عانى غايتان من اضطراب في الصحة وبحيث كان مصاب بـ الصرع، قام انتحار باطلاق النار على نفسه في غرفته في لوسرن بـ سويسرا، عادت إيزابيلا إلى إسبانيا في 1874 ولم تتزوج ثانية، ولم ينجبا أية أبناء.